# Mandarin (Sprache)
Mandarin ist die verbreitetste chinesische Sprache und die Muttersprache von etwa 70 % der Han-Chinesen. Mit ca. 898 Millionen Sprechern ist es die Sprache mit den weltweit meisten Muttersprachlern.
Das Wort „Mandarin“ ist nicht chinesischen, sondern malaiisch-portugiesischen Ursprungs und ist eine westliche Bezeichnung der hohen Staatsbeamten im Kaiserreich China während der Ming- und Qing-Dynastie. Diese Bezeichnung ist aber ganz analog zur chinesischen Bezeichnung der Sprache als Guānhuà (chinesisch 官話 / 官话), was mit „Beamtensprache“ übersetzt werden kann. Alternativ wird auch von Běifānghuà (北方話 / 北方话 – „Sprache des Nordens“, anhörenⓘ) gesprochen, was etwa als „Nordchinesisch“ übersetzt werden kann, obwohl das Verbreitungsgebiet weit über den Norden Chinas hinausgeht. Mandarin ist ein Oberbegriff der Dialekte nordchinesischen Ursprungs; es können linguistisch acht untergeordnete Dialektgruppen unterschieden werden.
Als Muttersprache verbreitet ist Mandarin in China nördlich des Jangtse sowie in einem Gürtel südlich des Flusses von Qiujiang (Jiangxi) bis Zhenjiang (Jiangsu), in der Provinz Hubei mit Ausnahme des südöstlichen Zipfels, Sichuan, Yunnan, Guizhou, dem Nordwesten von Guangxi und dem Nordwesten von Hunan.
Der Peking-Dialekt des Mandarin bildet die Grundlage für das standardisierte Hochchinesisch, welches man gewöhnlich in Peking mit Putonghua (普通話 / 普通话,  pǔtōnghuà – „allgemeine Sprache“) bezeichnet. Jeder Teil Chinas hat einen lokalen Dialekt und spricht Mandarin mit einem lokalen Akzent.

## Hauptdialekte

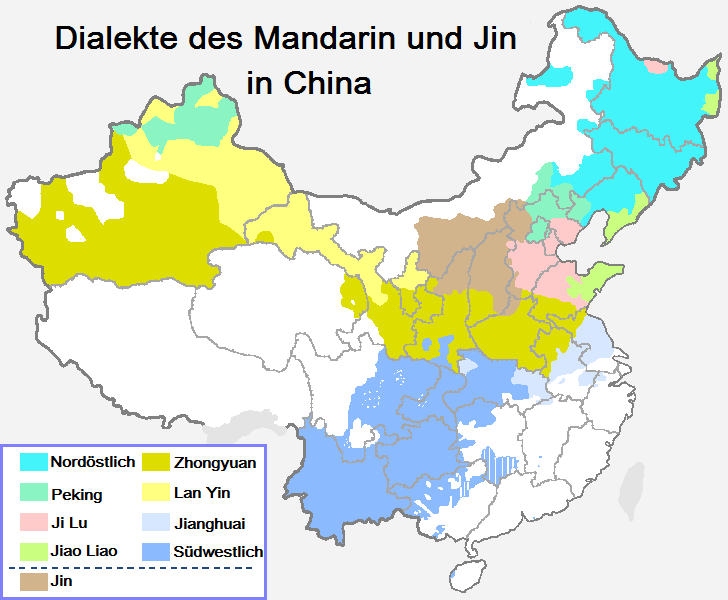
Dialekte des Mandarin und Jin in China.

Der Sprachatlas Chinas gliedert die Mandarin-Großgruppe entsprechend der maßgeblich von dem Linguisten und Dialektforscher Li Rong (1920–2002) entwickelten Klassifikation in acht untergeordnete Dialektgruppen, die wiederum aus mehreren Untergruppen und Clustern bestehen:
- Nordöstlicher Dialekt, auch Dongbei-Dialekt genannt (東北方言 / 东北方言,  Dōngběi Fāngyán, auch 東北話 / 东北话,  Dōngběihuà) – gesprochen in der Mandschurei, in den Provinzen Heilongjiang, Jilin, großen Teilen der Provinz Liaoning, Osten der Inneren Mongolei
- Pekinger Dialekt, auch Beijing-Dialekt genannt (北京方言 / 北京方言,  Běijīng Fāngyán, auch 北京話 / 北京话,  Běijīnghuà) – gesprochen in Peking (Beijing),  Chengde (Chengde), Teile von Tianjin, östlicher Teil der Provinz Hebei, der Westen von Liaoning, kleiner Teil im Osten der Inneren Mongolei und der Norden von Xinjiang. Das Moderne Standardchinesisch beruht auf der Aussprache dieses Dialekts, die Grammatik des Dialekts entspricht aber nicht der Hochsprache.
- Ji-Lu-Dialekt, auch Hebei-Shandong-Dialekt (冀魯方言 / 冀鲁方言,  Jìlǔ Fāngyán, auch 冀魯話 / 冀鲁话,  Jìlǔhuà) – gesprochen in Hebei („Ji“, 冀) und Shandong („Lu“, 鲁) sowie dem größten Teil von Tianjin
- Jiao-Liao-Dialekt, auch Jiaozhou-Liaoning-Dialekt  (膠遼方言 / 胶辽方言,  Jiāo Liáo Fāngyán, auch 膠遼話 / 胶辽话,  Jiāoliáohuà) – gesprochen auf der Shandong- und Liaodong-Halbinsel, abgeleitet von Jiaozhou und Liaoning
- Dialekt der Zentralchinesischen Ebene oder Zhongyuan-Dialekt (中原方言 / 中原方言,  Zhōngyuán Fāngyán, auch 中原話 / 中原话,  Zhōngyuánhuà) – gesprochen in den Provinzen Henan und Shaanxi, im Süden der Provinz Shandong, am westlichen Zipfel von Jiangsu, im Westen von Anhui, Süden von Shanxi, Süden von Ningxia, am östlichsten Teil von Qinghai, ein kleines Gebiet im westlichen Gansu, im zentralen und südlichen Teilen Xinjiangs, abgeleitet vom geografischen Begriff Zhongyuan, eine Region Chinas
- Lan-Yin-Dialekt, auch Lanzhou-Yinchuan-Dialekt (蘭銀方言 / 兰银方言,  Lányín Fāngyán, auch 蘭銀話 / 兰银话,  Lányínhuà) – gesprochen rund um Lanzhou und Yinchuan, also in großen Teilen der Autonomen Region Ningxia und der Provinz Gansu, zentrale und östliche Teile von Xinjiang
- Südwestlicher Dialekt, auch Xinan-Dialekt genannt (西南方言 / 西南方言,  Xīnán Fāngyán, auch 西南話 / 西南话,  Xīnánhuà) – gesprochen in den südwestlichen Provinzen Chinas, also in Guizhou, Yunnan, großen Teilen von Hubei, im Westen von Sichuan, Nordwesten von Hunan, Nordwesten von Guangxi und in kleinen Teilen im südlichen Shaanxi – mit ca. 260 Millionen Sprechern – die größte Mandarin-Dialektgruppe
- Jiang-Huai-Dialekt, auch Jangtse-Huaihe-Dialekt, Dialekt der Flussregion Jangtse-Huaihe (江淮方言 / 江淮方言,  Jiānghuái Fāngyán, auch 江淮話 / 江淮话,  Jiānghuáihuà) – gesprochen speziell am Unterlauf des Jangtsekiang („Jiang“, 江) und Huai He („Huai“, 淮), verbreitet in Teilen der Provinzen Hubei, Anhui und Jiangsu
- Einige kleinere Mandarin-Dialekte können keiner dieser acht Gruppen zugeordnet werden.

Wenn man das Hochchinesische zu den nördlichen Dialekten hinzuzählt, vergrößert sich das Verbreitungsgebiet noch weiter, da die Standardsprache überall im chinesischen Raum in der Schule gelehrt wird und als Verkehrssprache dient. Alteingesessene auslandschinesische Gemeinden sprechen meist südchinesische Dialekte, Auswanderer jüngerer Zeit aus der Volksrepublik benutzen dagegen häufiger die nördlichen Dialekte.